# Mari Blanchard
Mari Blanchard (Long Beach, 13 aprile 1927 – Woodland Hills, 10 maggio 1970) è stata un'attrice statunitense.

## Biografia
Dopo gli studi alla University of Southern California, Mari Blanchard intraprese la carriera di modella pubblicitaria. Notata da un produttore cinematografico sulla rivista Hollywood Reporter, dove reclamizzava una marca di bagnoschiuma, la Blanchard iniziò la carriera sul grande schermo con brevi ruoli di contorno, spesso non accreditati, come nelle commedie Assedio d'amore (1950) e Divertiamoci stanotte (1951), il western Avamposto telegrafico (1951), il dramma Perdonami se ho peccato (1952), via via lavorando per la MGM, la RKO e la Paramount Pictures.
Tra i suoi primi ruoli significativi, quello di Marie DeLatour in I dieci della legione (1951), un'avventura di cappa e spada interpretata anche da Burt Lancaster e Gilbert Roland. Ma fu con la firma del contratto con la Universal Pictures che la Blanchard iniziò a interpretare ruoli più consistenti, ad iniziare dal film Back at the Front (1952), in cui ebbe la parte di Nina, complice del personaggio di Johnny Redondo (Russell Johnson).
Messasi in luce per la bellezza e il glamour, l'anno successivo la Blanchard fu protagonista della commedia Viaggio al pianeta Venere (1953), al fianco di Bud Abbott e Lou Costello, nel quale impersonò Allura, la regina dei venusiani. Apparve inoltre accanto a Victor Mature nell'avventura esotica I veli di Bagdad (1953), nel ruolo di Selima, e nei western La storia di Tom Destry (1954), con Audie Murphy, Gli avvoltoi della strada ferrata (1954), con John Payne, Furia nera (1954), con Joel McCrea. Alla metà degli anni cinquanta, la carriera dell'attrice giunse al suo apice. Ancora protagonista di un'avventura fiabesca, Il figlio di Sinbad (1955), ebbe la parte di Texas Rose nel western La rosa gialla del Texas (1955) e apparve nel poliziesco La trama del delitto (1955) e nel drammatico La torre crudele (1956).
Nello stesso periodo, la Blanchard intraprese la carriera di attrice anche sul piccolo schermo comparendo, fra gli altri, nell'episodio Escape from Fear della serie Climax! (1955). Nella seconda metà del decennio le occasioni di apparire sul grande schermo furono più sporadiche e limitate ad alcuni B movie tra i quali l'horror She Devil (1957), di cui fu protagonista accanto ad Albert Dekker. Dall'inizio degli anni sessanta l'attrice proseguì a lavorare sul piccolo schermo e fece numerose apparizioni in episodi di popolari serie come Gli uomini della prateria (1959-1961), La valle dell'oro (1961-1962), di cui interpretò 12 episodi nella parte di Kathy O'Hara, Indirizzo permanente (1961), I detectives (1962), l'episodio The Case of the Melancholy Marksman della serie poliziesca Perry Mason (1964).
Nel 1963 la Blanchard apparve per l'ultima volta sul grande schermo, prima nella parte di Camille, smagliante ragazza del saloon nella commedia western McLintock!, al fianco di John Wayne, quindi nell'horror a episodi L'esperimento del dott. Zagros, in cui recitò accanto a Vincent Price. La conclusione della carriera dell'attrice avvenne nella seconda metà del decennio, dopo alcune altre apparizioni in famose serie televisive, come La legge di Burke (1965), Il virginiano (1967) e Operazione ladro (1968), prima del definitivo ritiro dalle scene.

## Vita privata
Mari Blanchard fu sposata tre volte, la prima con Reese Hale Taylor (dal 1960 al 1961), la seconda con George Shepard (dal 1965 al 1966). Nel 1968 si risposò per la terza volta con Vincent J. Conti.
Dopo una lunga lotta contro il cancro, che le era stato diagnosticato già negli anni sessanta, l'attrice morì il 10 maggio 1970, all'età di soli 43 anni.

## Filmografia

### Cinema
- Copacabana, regia di Alfred E. Green (1947)
- Assedio d'amore (Mr. Music), regia di Richard Haydn (1950)
- Divertiamoci stanotte (On the Riviera), regia di Walter Lang (1951)
- No Questions Asked, regia di Harold F. Kress (1951)
- Bannerline, regia di Don Weis (1951)
- I 10 della legione (Ten Tall Men), regia di Willis Goldbeck (1951)
- Lo sconosciuto (The Unknown Man), regia di Richard Thorpe (1951)
- Avamposto telegrafico (Overland Telegraph), regia di Lesley Selander (1951)
- Perdonami se ho peccato (Something to Live For), regia di George Stevens (1952)
- Salvate il re (The Brigand), regia di Phil Karlson (1952)
- Back at the Front, regia di George Sherman (1952)
- Viaggio al pianeta Venere (Abbott and Costello Go to Mars), regia di Charles Lamont (1953)
- I veli di Bagdad (The Veils of Bagdad), regia di George Sherman (1953)
- Gli avvoltoi della strada ferrata (Rails Into Laramie), regia di Jesse Hibbs (1954)
- Furia nera (Black Horse Canyon), regia di Jesse Hibbs (1954)
- La storia di Tom Destry (Destry), regia di George Marshall (1954)
- Il figlio di Sinbad (Son of Sinbad), regia di Ted Tetzlaff (1954)
- La rosa gialla del Texas (The Return of Jack Slade), regia di Harold D. Schuster (1955)
- La trama del delitto (The Crooked Web), regia di Nathan Juran (1954)
- La torre crudele (The Cruel Tower), regia di Lew Landers (1956)
- Canasta de cuentos mexicanos, regia di Julio Bracho (1956)
- Ostaggi dei banditi (Stagecoach to Fury), regia di William F. Claxton (1956)
- She Devil, regia di Kurt Neumann (1957)
- Jungle Heat, regia di Howard W. Koch (1957)
- No Place to Land, regia di Albert C. Gannaway (1957)
- Machete, regia di Kurt Neumann (1958)
- Karasu, regia di Turgut Demirag (1958)
- Don't Knock the Twist, regia di Oscar Rudolph (1962)
- L'esperimento del dott. Zagros (Twice-Told Tales), regia di Sidney Salkow (1963)
- McLintock!, regia di Andrew V. McLaglen (1963)

### Televisione
- Your Jeweler's Showcase – serie TV, 1 episodio (1952)
- Terry and the Pirates – serie TV, 1 episodio (1952)
- Climax! – serie TV, episodi 1x12-2x02 (1955)
- It's a Great Life – serie TV, 1 episodio (1955)
- The Ford Television Theatre – serie TV, 1 episodio (1956)
- Casablanca – serie TV, 1 episodio (1956)
- The Millionaire – serie TV, 1 episodio (1957)
- Shotgun Slade – serie TV, 1 episodio (1959)
- The Texan – serie TV, episodio 1x28 (1959)
- Not for Hire – serie TV, episodio 1x01 (1959)
- Sugarfoot – serie TV, episodio 3x07 (1959)
- Bachelor Father – serie TV, 1 episodio (1959)
- Tales of Wells Fargo – serie TV, 1 episodio (1960)
- Laramie – serie TV, 1 episodio (1960)
- Mr. Lucky – serie TV, episodio 1x24 (1960)
- Bronco – serie TV, 1 episodio (1960)
- Avventure in fondo al mare (Sea Hunt) – serie TV, 1 episodio (1960)
- Gli uomini della prateria (Rawhide) – serie TV, 2 episodi (1959-1961)
- La valle dell'oro (Klondike) – serie TV, 12 episodi (1960-1961)
- The Roaring 20's – serie TV, 1 episodio (1961)
- Gunslinger – serie TV, episodio 1x07 (1961)
- Hawaiian Eye – serie TV, episodio 3x02 (1961)
- Indirizzo permanente (77 Sunset Strip) – serie TV, 2 episodi (1961)
- I detectives (The Detectives) – serie TV, episodio 3x15 (1962)
- Perry Mason – serie TV, 1 episodio (1962)
- Breaking Point – serie TV, 1 episodio (1964)
- Valentine's Day – serie TV, 1 episodio (1965)
- La legge di Burke (Burke's Law) – serie TV, episodio 3x06 (1965)
- Il virginiano (The Virginian) – serie TV, episodio 5x23 (1967)
- Operazione ladro (It Takes a Thief) – serie TV, 1 episodio (1968)

## Doppiatrici italiane
- Dhia Cristiani in Viaggio al pianeta Venere, Gli avvoltoi della strada ferrata
- Giuliana Maroni in Perdonami se ho peccato
- Rosetta Calavetta in La storia di Tom Destry
- Maria Pia Di Meo in La rosa gialla del Texas